# Gaston Couté

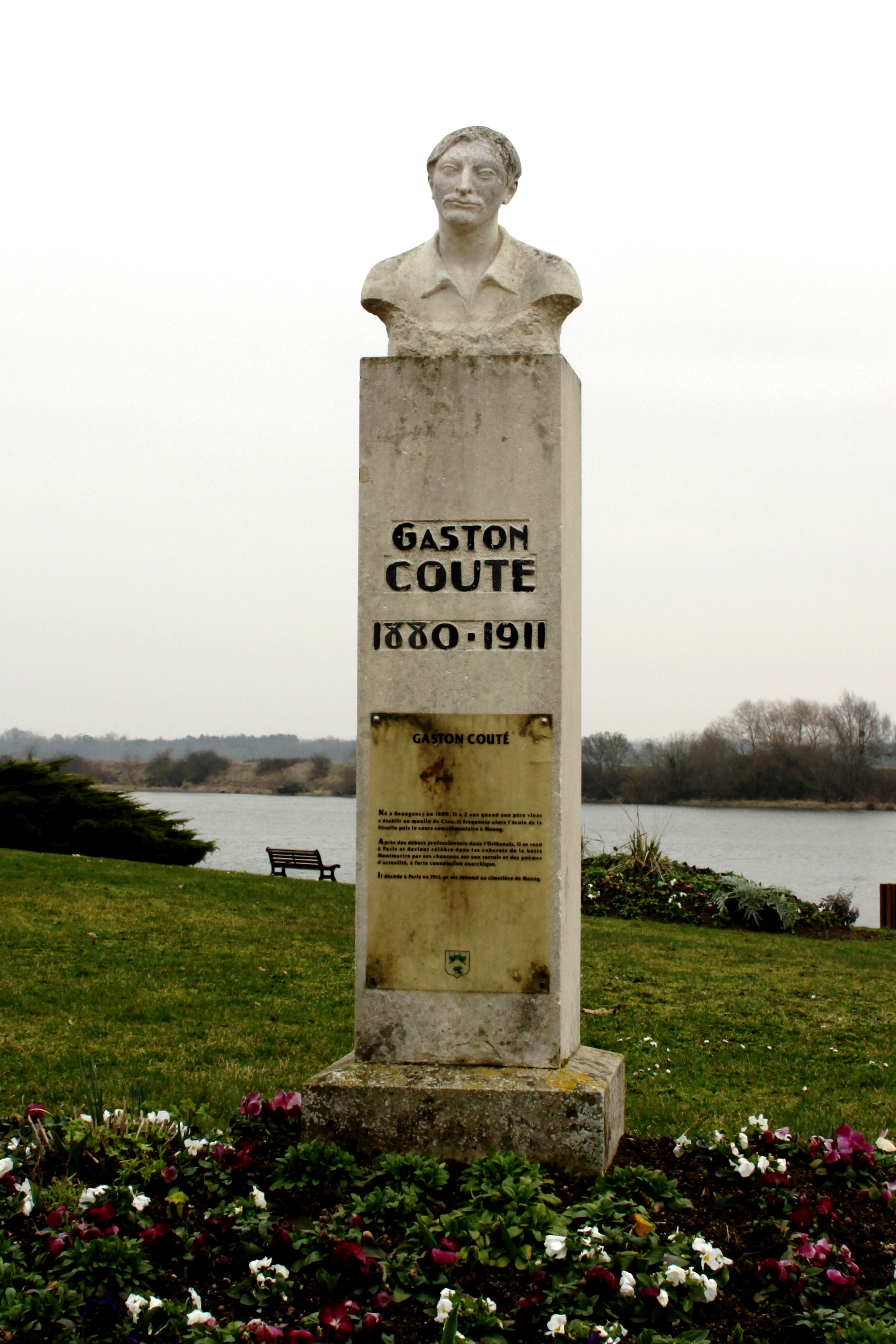
Monument de Gaston Couté à Meung-sur-Loire.

Gaston Couté (Beaugency dans le Loiret, 23 septembre 1880 – Paris dans le 10e arrondissement, 28 juin 1911), est un poète libertaire et chansonnier français, connu pour ses textes antimilitaristes, sociaux et anarchistes utilisant parfois le patois beauceron ou l'argot.

## Biographie
Né à Beaugency, Gaston Couté passe toute son enfance et sa jeunesse à Meung-sur-Loire où son père est meunier au Moulin de Clan sur les Mauves. Sa scolarité est celle d'un élève peu studieux et manquant d'assiduité, et il fait un passage de deux ou trois ans en enseignement moderne au lycée d'Orléans. Il est ensuite employé comme commis auxiliaire à la Recette générale des impôts d'Orléans, puis travaille pour un journal local, Le Progrès du Loiret. Il commence à publier ses poèmes, dont certains sont composés en patois beauceron, dans des feuilles locales. Il a l'occasion de les faire entendre à une troupe d'artistes parisiens en tournée. Ayant reçu quelques encouragements, il se décide, en 1898, à monter à Paris. Il a dix-huit ans.
Après quelques années de vaches très maigres, il obtient un certain succès dans les cabarets. Le chansonnier et poète Jehan-Rictus qui avait fondé sa poésie sur l'usage de la langue argotique, fut sensible à son talent et dit de lui : « ... Georges Oble et moi, nous nous trouvions incontestablement en présence d'un adolescent de génie qui, à ses dons extraordinaires, joignait déjà une technique des plus habiles et la connaissance approfondie du métier... »
Il contribue à des journaux libertaires, La Barricade et surtout La Guerre Sociale où il écrit La Chanson de la semaine.
La fin de sa vie est difficile : tuberculose, absinthe, privation. Il meurt d'une congestion pulmonaire vingt-quatre heures après avoir été conduit à l'hôpital Lariboisière. Il était sur le point d'être traduit devant les assises pour avoir publié dans La Guerre Sociale une chanson antimilitariste et révolutionnaire faisant « l'apologie de faits qualifiés crimes ».
Il est inhumé au cimetière de Meung-sur-Loire, ville où un musée lui est consacré,.

## Hommages posthumes
Les poèmes de Gaston Couté ont été régulièrement interprétés, notamment dans les disques et spectacles de Gérard Pierron, Marc Robine, Yves Deniaud, Bernard Meulien, Claude Antonini, Vania Adrien-Sens, la Compagnie Grizzli, la Compagnie Philibert Tambour, Le P'tit Crème, Hélène Maurice, Imbu, Bernard Gainier, Bruno Daraquy, Jan dau Melhau, Édith Piaf, Monique Morelli, Marc Ogeret, Claude Féron, Bernard Lavilliers, Alain-René Georges, La Tordue, Loïc Lantoine, Gabriel Yacoub, Entre 2 Caisses, Laurent Berger, etc. 
Certains groupes de musique contemporaine (rap, électro, techno), hip-hop ou jazzkor[réf. nécessaire] ont aussi repris son répertoire.
Au niveau audiovisuel, le cinéaste amateur breton Louis Le Meur réalise deux courts métrages adaptés du Christ en bois et de Môsieur Imbu dans les années 1950. En 1979, Philippe Pilard réalise La belle époque de Gaston Couté, un téléfilm produit par Antenne 2, avec Bernard Meulien dans le rôle de Gaston Couté. En 2010, Thibault Dentel réalise le court métrage Not' pays avec Maurice Risch et Sylvain Solustri, d'après la pièce en un acte Leu' commune, coécrite avec Maurice Lucas.
En 2010, Pascal Boucher réalise Bernard, ni Dieu ni chaussettes, portrait documentaire du "diseur" Bernard Gainier qu'il a suivi durant plusieurs mois.
En 2011, pour célébrer le centenaire de sa disparition, l'Association « Itinéraire Gaston Couté » crée « l’Itinéraire Gaston Couté » et propose une marche sur les traces qu’empruntèrent Gaston Couté (1880-1911) et son ami, Maurice Lucas, dans la fin de l’été 1899, qui se rendirent du Bardon dans l’Orléanais, à Gargilesse dans le sud du Berry, à l’autre bout de la région Centre-Val de Loire, via Châteauroux. Ceci pour simplement récupérer une photo et partager, entre amis, autour d’un verre de la solidarité. 375 kilomètres, avec pour seul bagage une paire de souliers de rechange, un bâton de pèlerin et de quoi écrire et dessiner dans un carton à dessin.
Tous les premiers week-ends de septembre ou derniers week-end de juin, un week-end Gaston Couté est organisé, à Bridoré au lieu-dit Ranger, par la Françouese et le Jack avec de nombreux interprètes : Le Ptit Crème, Hélène Maurice, Gérard Pierron, Bernard Meulien, Vania Adrienssens...
Depuis 1957, une rue de Paris porte son nom.
En 2013, le nouveau collège de Meung-sur-Loire est baptisé Collège Gaston Couté. Il en est de même du collège de Voves (Eure-et-Loir), et des écoles élémentaires de Nogent-le-Roi (Eure-et-Loir) et Lion-en-Sullias (Loiret).
En 2020, Gaston Couté est cité et utilisé comme référence dans L'Oreille bouchée, sixième tome de la bande dessinée Les Vieux Fourneaux de Wilfrid Lupano et Paul Cauuet.
Le journaliste et dessinateur Jihel réalise des cartes postales reprenant des textes de Gaston Couté.

## Discographie
- 1977 : Bernard Meulien et Gérard Pierron, La chanson d'un gâs qu'a mal tourné (33 tours Alvares Réf. 819 - réédité en 1985 JAM Réf. 0185 GC 051)
- 1979 : Gérard Pierron, chante Gaston Couté, Les mangeux d'terre (33 tours Le Chant du Monde Réf. LDX 74700)
- 1979 : Marc Robine, Gaston Couté (33 tours Cezame Réf. CEZ 1067)
- 2004 : Alain-René Georges chante et dit Gaston Couté (CD autoproduit)
- 2020 : Benoit Dayrat chante Gaston Couté, guitare et chant
- 2022 : Jour de lessive, Gaston Couté chanté par Gérard Pierron, Laurent Berger, la Bergère, Marc Ogeret, Loïc Lantoine, Marie Mazille, Coko, Danito, etc. (double CD, EPM, collection Nos enchanteurs dirigée par Michel Kemper).

## Publications

### Œuvre
- La chanson d'un gâs qu'a mal tourné, un volume (tiré à 150 exemplaires sur papier d'Auvergne & deux mille exemplaires sur vélin mat) comprenant 38 textes, Éd. Eugène Rey (1928, nouvelle édition en 1931)
- Le Gars qu'a mal tourné : Poèmes et chansons, illustration de Edmond Heuzé (1951)
- La Chanson d'un gas qu'a mal tourné, poèmes et chansons de Gaston Couté. Nouvelle édition, préfacée par Jean-Paul Monteil, Seghers (1961)
- La chanson d'un gâs qu'a mal tourné, œuvres complètes en cinq volumes, Éd. Le vent du ch'min (1976-1977)
- Les Mangeux d'terre, textes choisis par Gérard Pierron et G. Coutant, Éd. Ch. Pirot (1990)  (ISBN 2868081703)
- Le Gars qu'a mal tourné, poèmes choisis et présentés par Jacques Gaucheron, le Temps des cerises (1997, réédité en 2017)
- Le Merle du Peuple, textes choisis par Alain Guillo, Éditions Les Points sur les i (mars 2011)
- La chanson d'un gâs qu'a mal tourné, Regain de lecture (2008)
- Gaston Couté 1880-1911, Œuvres complètes, édition établie par Philippe Camus, Tome 1 : corpus (poèmes et chansons, chansons d’actualités, autres textes), notes, glossaire et discographie ; Tome 2 : biographie Une vie bellement légendée par Alain (Georges) Leduc et annexes, accompagné d’un CD de la compagnie « Les Crieurs », Éditions libertaires (2018)
- La chanson d'un gâs qu'a mal tourné, Anthologie coordonnée par Michel Desproges, mise en page par Gérard Gaillaguet, intégrant les corrections et ajouts de l'auteur en 1906, retrouvées mais jamais publiées, illustrations inédites de Ibels, notes et annexes, glossaire, éditions Wallâda (2023)

### Études
- Gaston Couté, la vérité et la légende par P.-V. Berthier, Les Cahiers du CPCA (1958, réédité en 1980 puis en 2006 avec de nombreuses notes de Lucien Seroux)
- Gaston Couté par L. Lanoizelée, autoédition, Paris (1960)
- Gaston Couté, poète maudit, par Roger Monclin, Éd. Paris-Bruxelles (1962).Avec une préface de Pierre Mac Orlan (1882-1970).
- Gaston Couté, l'enfant perdu de la révolte, par R. Ringeas et G. Coutant, Éd. Au Vieux Saint-Ouen (1966)
- Glossaire des mots patoisants employés par Gaston Couté, Éd. Le vent du Ch'min (1978)
- Gaston Couté, de la terre aux pavés, par Simonomis, Les dossiers d'Aquitaine (1984, réédité en 1988)
- Gaston Couté 1880-1911 "Les Z'Amis, les Z'honneurs, les Z'Avatars par Claude Antonini Arianeprod 2009
- Les Amis de Gaston Couté , revue fondée en 1947[11]
- Des chemins de terre aux pavés de Paris, Dossiers d'aquitaine (1998)
- Gaston Couté, le dernier des poètes maudits: Chanson, poésie et anarchisme à la Belle Époque, par Élisabeth Pillet, Presses Universitaires de la Méditerranée, 2011
- Dans les pas de Gaston Couté, de Paul Masson, Éditions du Petit Pavé (2018)